# Ballada o butach
Ballada o butach – album kompilacyjny zespołu Andrzej i Eliza zawierający jego największe przeboje, wydany w 2003 roku.

## Lista utworów
1. „Czeka na nas świat”
2. „Ballada o butach”
3. „Czerwone lata”
4. „Zaloty jesienne Anno Domini 1971”
5. „Wstawanie wczesnym rankiem”
6. „Nie na zawsze”
7. „Dobra miłość między nami”
8. „Na początku lub na końcu miasta”
9. „Idzie na deszcz”
10. „Mój powrót”
11. „Czas relaksu”
12. „Jeszcze tylko jeden dzień”
13. „Wahanie”
14. „W sześć lat po ślubie”
15. „Czy pamiętasz jak to było”
16. „Z mego życia”
17. „Królem bądź, głową rusz”
18. „Letni sposób na kłopoty”
19. „Scheda”
20. „Ballada pancerna”